# قابلیت سکونت سامانه‌های کوتوله قرمز

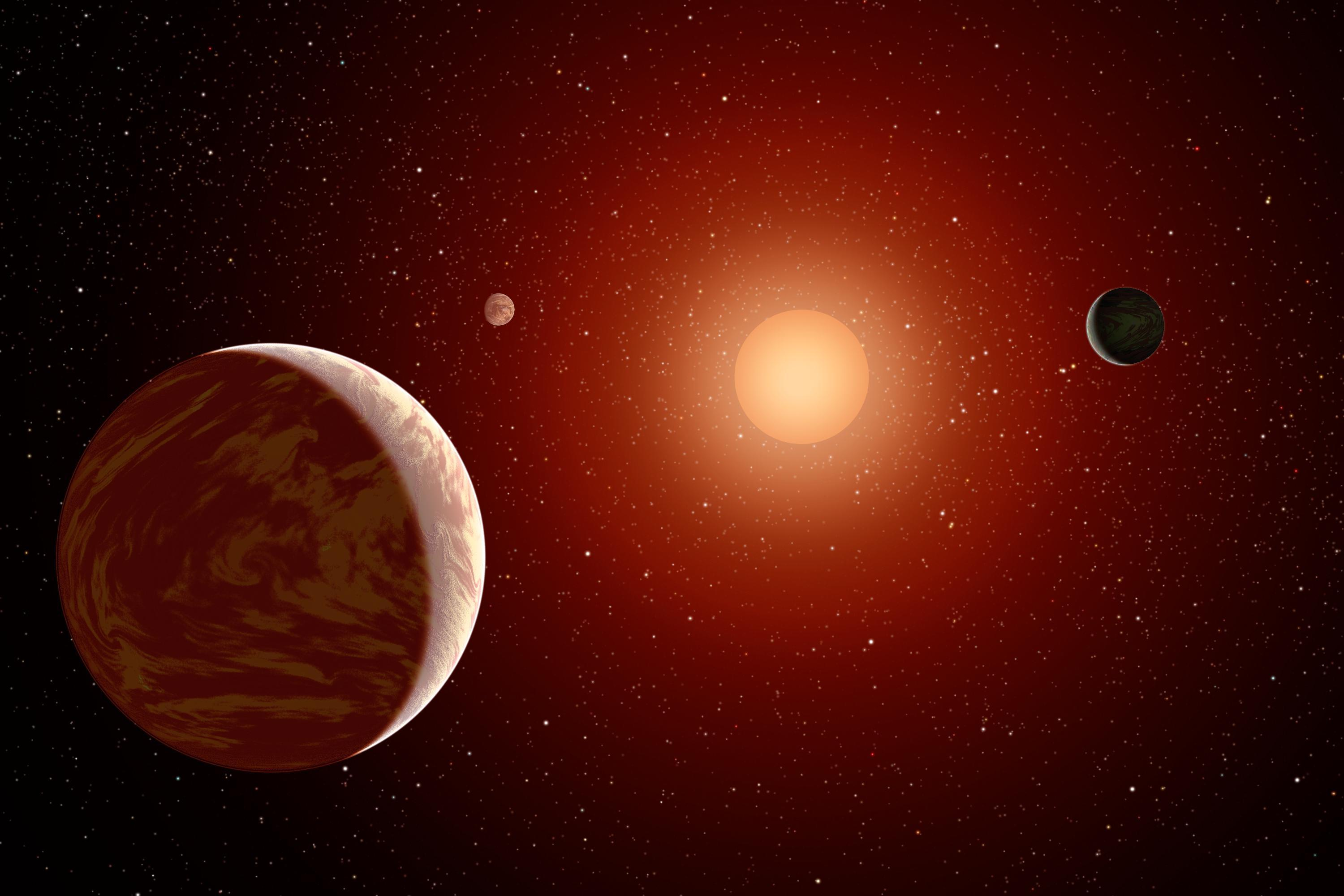
تصوری هنری از کوتوله قرمز جوانی که توسط سه سیاره احاطه شده است.

قابلیت سکونت سامانه‌های کوتوله قرمز توسط عوامل بسیار زیادی از منابع مختلف تعیین می شود. شواهد مدرن نشان می‌دهد که سیارات در منظومه های کوتوله قرمز بعید است که قابل سکونت باشند، به دلیل شار تابشی کم ، احتمال زیاد قفل کشندی،فقدان احتمالی مگنتوسفر و جو، کمربند حیات کوچک و تغییرات ستاره‌ای بالا که سیارات در کوتوله‌های سرخ تجربه می‌کنند، زیست‌پذیری سیاره‌ای آنها مختل می شود. با این حال فراگیر بودن و طول عمر کوتوله‌های قرمز عواملی هستند که می توانند فرصت کافی برای تحقق هر گونه زیست‌پذیری را کاهش دهند. از آنجایی که ستاره‌های کوتوله قرمز متداول‌ترین نوع ستاره در کیهان هستند، ستاره‌شناسان چگونگی هر یک از عوامل متعدد و تعاملات بین آنها را که بر قابلیت سکونت موثر هستند، بررسی می‌کنند تا آنکه در مورد فراوانی و مکان‌های احتمالی زیست فرازمینی و هوش، بیشتر بیاموزند.

## همچنین ببینید
- مارینا Acaryochloris
- اختر زیست شناسی
- منطقه قابل سکونت دور ستاره ای
- گلیس 581 گرم
- زیست پذیری سیستم های ستاره ای دنباله اصلی نوع K
- زیست پذیری سیستم های ستاره نوترونی
- زیست پذیری سیستم های کوتوله زرد
- Kepler-186f
- قابلیت سکونت سیاره ای
- جستجو برای هوش فرازمینی (SETI)